# Platypalpus pallidicoxa
Platypalpus pallidicoxa är en tvåvingeart som först beskrevs av Frey 1913.  Platypalpus pallidicoxa ingår i släktet Platypalpus och familjen puckeldansflugor. Inga underarter finns listade i Catalogue of Life.